# Le Triomphe des dix mercenaires
Série
Les Dix Gladiateurs
(1963) Spartacus et les Dix Gladiateurs
(1964)
Pour plus de détails, voir Fiche technique et Distribution.
Le Triomphe des dix mercenaires (Il trionfo dei dieci gladiatori) est un péplum italo-espagnol sorti en 1964 réalisé par Nick Nostro.
C'est la suite de Les Dix Gladiateurs et il sera aussi suivi de Spartacus et les Dix Gladiateurs.

## Synopsis
L'Empire romain étend sa domination sur toutes les régions qui s'opposent à lui, en particulier l'Asie Mineure. Dans ce cadre, un proconsul demande à dix gladiateurs d'enlever la reine ennemie. Mais en fait, son projet est d'affaiblir l'Empire par un calcul politique.

## Fiche technique
- Titre français : Le Triomphe des dix mercenaires
- Titre original italien : Il trionfo dei dieci gladiatori
- Genres : Péplum, Film d'action, film dramatique
- Réalisateur : Nick Nostro
- Scénario : Nick Nostro, Sergio Sollima (sous le pseudo de Simon Sterling)
- Production : Balcázar Producciones Cinematográficas, Cinematografica Associati
- Photographie : Tino Santoni
- Montage : Enzo Alfonzi
- Musique : Carlo Savina
- Décor : Giorgio Postiglione
- Costumes : Massimo Bolongaro
- Maquillage : Piero Mecacci
- Année de sortie : 1964
- Durée : 106 min
- Format d'image : 2,35:1
- Pays :  Espagne,  Italie
- Distribution en Italie : Indipendenti regionali
- Date de sortie en salle en France : 14 avril 1965[1]

## Distribution
- Dan Vadis : Roccia
- Helga Liné : Moluya
- Stelio Candelli : Glauco Marcio
- Gianni Rizzo : Sesto Vetullio
- Halina Zalewska : Myrta
- Enzo Fiermonte : Rezio
- Leontine May : Selima
- Carlo Tamberlani : Publio Rufo
- Gianni Di Benedetto : Alimandro
- Emilio Messina : Lepto
- Armando Bottin : Arminio
- Sal Borgese : muet
- Frank Oliveras : Metodio
- Aldo Canti : gladiateur
- Giuliano Dell'Ovo : Sirmio
- Jeff Cameron : Fario
- Pietro Torrisi : Linezio
- Pietro Ceccarelli : Nabateo
- Mimmo Poli : propriétaire de la taverne